# 薔薇と銃弾
『薔薇と銃弾』（ばらとじゅうだん）は、華夜による日本の漫画作品。『Sho-Comi』（小学館）にて、2012年2号から同年7号まで掲載された。単行本は全1巻。

## 概要
サブタイトルは「Bloody LOVE」。
華夜が『Sho-Comi』でデビュー後、第5作目の連載作品（前連載作は『かなめエトワール』）。
そしてこの作品で初めて巻頭カラー掲載での連載となった。

## ストーリー
——それが、許されない恋と分かっていても…。
黒姫美月は、同じアパートの隣部屋に住み、同じ高校へと通う篠崎煉に片想いをしていたが、その想いは告げられずにいた。
美月が16歳の誕生日を迎えた次の日の朝、テレビのニュースを観ると、美月の家の近所で首を何者かに噛まれた被害者の事件現場に美月が昨夜履いていた靴が落ちていた。
不可解なことが起きる中、煉のファンの嫌がらせで男性を仕向けられ、襲われそうになった美月。しかし、気が付くとその男性の血を吸っている自分がいた。
混乱しながら煉に助けを求めると、「お前は人間じゃない。ローズクインの血をひいた吸血鬼（ヴァンパイア）だ」と告げられ、銃声の音が鳴り響き…?

## 登場人物
黒姫美月（くろき みつき）
16歳の誕生日を境に身体に異変を覚える。同級生で隣部屋に住む煉に片想いをしていたが、彼から自分は吸血鬼（ヴァンパイア）であると告げられてしまい…?
篠崎煉（しのざき れん）
2年前に美月が通う学校へと転校して来た男の子。とてもイケメンで女子から人気がある。真面目で優しい性格で、美月の隣部屋に住んでいる。美月に「お前は人間じゃない。ローズクインの血をひいた吸血鬼（ヴァンパイア）だ」と告げ、銃口を向けるが…?

## 単行本収録作品
- 薔薇と銃弾（全5話）
- 薔薇と銃弾 番外編（描きおろし作品）